# Can Matarí
Can Matarí és un antic mas al terme de Rubí (Vallès Occidental) protegida com a bé cultural d'interès local.

## Arquitectura
Edifici aïllat de planta baixa rectangular i dos pisos amb una torre mirador en una de les cantonades, i tres crugies de diferent amplada. La distribució s'ha conservat: una escala central amb un llum zenital (lluerna i vidre gravat) i un corredor al seu voltant distribueixen els moviments a les habitacions. Destaquen molts elements propis d'una construcció de gran qualitat: la coberta de teules a quatre aigües, les teules vidrades, l'escala de cargol d'accés al mirador, els detalls dels sostres, la fusteria, tant l'exterior com l'interior i l'estructura de fusta del celler. A la composició de la façana principal destaquen tres eixos principals i el cos central sobresortint sobre el qual apareix una marquesina d'entrada de ferro forjat i vidre a la planta baixa, una finestra amb arc rebaixat amb dues columnetes de pedra que divideixen tres parts a la planta primera i un joc semblant però amb llinda recta a la planta segona. El motiu de l'arc rebaixat es repeteix a les altres finestres. Cal destacar els balustres de les terrasses del jardí.

## Història
El nom de Matarí és antic i sembla correspondre a una masia de la qual es troben dues referències datades l'any 992 al Cartulari de Sant Cugat "in ipsa guadria qui dicunt Matarico", pel qual és possible que hi hagués una torre. Al mateix cartulari, l'any 1317 es troba escrita una referència al "manso de Materino". Va pertànyer al senyoriu del castell de Rubí fins a l'any 1383, moment de la redempció dels mals usos. En el segle xvi el mas va ser regit per la família Comadran, tal com consta al fogatge del 1551 i els anys 1572 i 1611 s'hi esmenten respectivament Pere Comadran i Salvador Matarí de Dalt "alias Comadran". Els Matarí van ser batlles de Rubí dotze vegades. A finals del segle xix el cerveser barceloní Moritz adquirí la hisenda que va passar a anomenar-se can Moritz. Finalment l'any 1960 se'n feu càrrec construccions Junyent i fou convertida en una urbanització denominada Castellnou.